# From
「from」（フロム）とは、日本のフォークデュオ、ゆずの32枚目のシングルで、同シングルの表題曲である。2010年12月1日に発売された。発売元はセーニャ・アンド・カンパニー。

## 概要
「慈愛への旅路」に続く約3カ月ぶりとなる2010年3枚目のシングル。
初回限定版は特殊パッケージ仕様となっており、通常盤とパッケージサイズが異なるほか、「YUZU DOCUMENT FILMS FUTATABI」のドキュメント＆ライブ映像を収録したDVDが同梱されている。
11月15日にミュージック・ビデオ (MV) がYouTubeトイズファクトリーチャンネルにて公開された。MVにゆず本人は出演していない。

## 収録内容

### CD
1. from [5:05]
(作詞・作曲：岩沢厚治 / Produced by 蔦谷好位置 & ゆず)
2. 赤いキリン[4:06]
(作詞・作曲：北川悠仁 / Produced by ゆず / 編曲：釣 俊輔 & ゆず)

### 初回限定盤付属DVD
1. 「YUZU DOCUMENT FILMS FUTATABI」ドキュメント&ライヴ映像 [74:00]
  - 「Introduction 13年目の決意」（いつか・恋の歌謡日・飛べない鳥・逢いたい・夏色）
  - 「Lookig back 終わりは、始まり」（サヨナラバス）
  - 「Seek 2人だけのエンターテイメント」（おでかけサンバ・贈る詩）
  - 「Challenge　ゆずオーケストラ」（シシカバブー・虹）
  - 「On the road 原点進化」（栄光の架橋）